# 佳苗
佳苗（かなえ、本名・井上 佳苗（いのうえ かなえ）、 1974年7月26日 - ）は、日本の女性アーティスト。B型、大阪府出身。

## 来歴
上京する以前は大阪のラジオ局でDJを務めていた。20歳の時に上京。1996年、音楽制作会社Beingの制作によりTUBEの春畑道哉プロデュースでデビュー。

## タイアップ
| 曲名                       | タイアップ                                                                 |
| -------------------------- | -------------------------------------------------------------------------- |
| この地球が果てるまで       | 第75回全国高等学校サッカー選手権大会イメージソング                         |
| 悲しみから瞳をそらさないで | 日本テレビ系『TVおじゃマンボウ』エンディングテーマ                         |
| あなたの笑顔待ってる       | カルピス「アミール」CMソング                                               |
| 約束だよ!                  | NHK総合『サンデースポーツ』エンディングテーマ                              |
| 約束だよ!                  | NHK総合『サタデースポーツ』エンディングテーマ                              |
| やってやろうじゃない       | 第17回全国高等学校クイズ選手権オープニングテーマ                           |
| keep the faith             | 第30回全日本大学駅伝対校選手権大会イメージソング                           |
| “Kyun”                     | フジテレビ系テレビアニメ『こちら葛飾区亀有公園前派出所』エンディングテーマ |
| Kitto...                   | テレビ朝日系『4大ロードレース』テーマソング                                |
| 途切れたI love you...      | 関西テレビ『いつでも笑みを!』テーマソング                                  |